# Springfield (Illinois)
Springfield je hlavní město amerického státu Illinois a také sídlem Sangamon County. Ve městě žije přibližně 114 tisíc obyvatel. Dříve se město jmenovalo po americkém viceprezidentovi Johnu C. Calhounovi – Calhoun. Mezi významné obyvatele patřil v minulosti americký prezident Abraham Lincoln.

## Demografie
Podle sčítání lidu z roku 2010 zde žilo 116 250 obyvatel.

### Rasové složení
- 75,8% Bílí Američané
- 18,5% Afroameričané
- 0,2% Američtí indiáni
- 2,2% Asijští Američané
- 0,0% Pacifičtí ostrované
- 0,7% Jiná rasa
- 2,6% Dvě nebo více ras

Obyvatelé hispánského nebo latinskoamerického původu, bez ohledu na rasu, tvořili 2,0 % populace.

## Osobnosti města

### Rodáci
- Robert Todd Lincoln (1843–1926), americký advokát, diplomat a politik[3]
- Steve Christoff (* 1958), bývalý americký lední hokejista, zlatý medailista ze ZOH 1980[4]

### Obyvatelé
- Abraham Lincoln (1809–1865), 16. prezident Spojených států amerických v letech 1861 až 1865[5]
- Mary Toddová Lincolnová (1818–1882), první dáma USA[6]

## Partnerská města
- Ašikaga, Japonsko
- Killarney, Irsko
- San Pedro, Mexiko
- Villach, Rakousko